# Ambassade de Tchéquie en Allemagne
L'ambassade de la Tchéquie à Berlin abrite la représentation officielle du pays en République fédérale d'Allemagne ; avec une compétence diplomatique pour l'entièreté du territoire de l'Allemagne et une compétence consulaire pour le Brandebourg, le Mecklembourg-Poméranie-Occidentale, la Basse-Saxe, le Schleswig-Holstein, Berlin, Hambourg, Brême, la Hesse et la Rhénanie-du-Nord-Westphalie. Tomáš Kafka est l'ambassadeur tchèque en Allemagne depuis 2020.

## Bâtiment de l'ambassade
L'ambassade de Tchéquie est située dans un bâtiment moderne sis au coin de la Wilhelmstraße et de la Mohrenstraße, dans la partie est de la ville (alors Berlin-Est). À l'origine, le grand bâtiment actuel datant de 1978 servait d'ambassade tchécoslovaque en RDA ; aujourd'hui, il appartient à la Tchéquie indépendante. Il s'agit de l'un des rares bâtiments modernes de cette partie de la ville ainsi que d'un bel exemple de l'architecture brutaliste tchécoslovaque. Les architectes du bâtiment étaient les époux Věra et Vladimír Machonin, qui ont également conçu les grands magasins Kotva et DBK. Le bâtiment a été inauguré en 1979. 
Le bâtiment a un plan d'étage carré (50 x 50 m), qui est ensuite divisé en deux triangles de même taille, l'un à six étages, l'autre à cinq étages. La construction de l'ensemble du bâtiment est en béton, monolithique. Le revêtement des murs extérieurs, ou plutôt des parties inclinées des parapets, est en granit de Liberec, et de cette structure sortent deux escaliers latéraux, qui ont été ensuite revêtus d'aluminium anodisé foncé. Les fenêtres de la plupart des pièces étaient grandes, teintées d'une couleur fumée ; par contre, les fenêtres proches des escaliers sont étroites, courbes. L'intérieur correspond à l'apogée de la normalisation de l'époque ; par exemple, l'imitation du bois utilisée pour le revêtement de pièces individuelles est typique, et de nombreux autres éléments décoratifs étaient également en bois. De plus, la plupart des pièces peuvent être modifiées grâce à des cloisons coulissantes en bois.
Néanmoins, le bâtiment est souvent critiqué par ses employés — d'une part pour ses vitres fumées, qui sont de mauvaise qualité et n'apportent pas suffisamment de lumière dans les ateliers, et d'autre part, à cause d'un chauffage et d'une climatisation inadéquats. L'aspect extérieur du bâtiment l'a parfois fait qualifier d'« ovni ».

## Bureaux de représentation tchèque en Allemagne
- Allemagne - Ambassade tchèque à Berlin
- Allemagne – Centre tchèque de Berlin
- Allemagne – Centre tchèque de Dresde
- Allemagne – Centre tchèque de Munich
- Allemagne - Consulat Général à Dresde
- Allemagne - Consulat général à Munich
- Allemagne - Consulat honoraire à Dortmund
- Allemagne - Consulat honoraire à Francfort-sur-le-Main
- Allemagne - Consulat honoraire à Hambourg
- Allemagne - Consulat honoraire à Rostock
- Allemagne - Consulat honoraire à Stuttgart

## Sources

### Référence
1. ↑  Neues Botschaftsgebäude der ČSSR in Berlin eingeweiht. In: Neues Deutschland, 7. Februar 1979, S. 2.
2. ↑  Oficiální stránky ambasády
3. ↑  Reportáž na stránkách aktualne.cz
4. ↑  Ufo zu vermieten. (PDF; 500 kB) In: fivetonine, Beilage der Wirtschaftswoche, Nr. 3/2007.